# TNA Final Resolution
TNA Final Resolution – cykl gal wrestlingu produkowany przez federację Impact Wrestling w latach 2005–2013 i od 2020.
W chronologię wchodziło dziewięć wydarzeń nadawanych w systemie pay-per-view i jeden odcinek specjalny tygodniówki Impact Wrestling. Gale odbywały się każdego stycznia aż do 2008, kiedy cykl został przesunięty na grudzień; z tego powodu w 2008 odbyły się dwie gale Final Resolution. W styczniu 2013 TNA ogłosiło zakończenie cyklu.

## Lista gal
| Gala                             | Data             | Miasto                       | Arena           | Walka wieczoru | Źródło |
| -------------------------------- | ---------------- | ---------------------------- | --------------- | --- | ------ |
| Final Resolution (2005)          | 16 stycznia 2005 | Orlando, Floryda             | Impact Zone     | Jeff Jarrett (c) vs. Monty Brown Singles match o NWA World Heavyweight Championship | [ 2 ]  |
| Final Resolution (2006)          | 15 stycznia 2006 | Orlando, Floryda             | Impact Zone     | Christian Cage i Sting vs. Jeff Jarrett i Monty Brown Tag Team match | [ 3 ]  |
| Final Resolution (2007)          | 14 stycznia 2007 | Orlando, Floryda             | Impact Zone     | Abyss (c) vs. Christian Cage vs. Sting 3-Way Elimination match o NWA World Heavyweight Championship | [ 4 ]  |
| Final Resolution (styczeń 2008)  | 6 stycznia 2008  | Orlando, Floryda             | Impact Zone     | Kurt Angle (c) vs. Christian Cage Singles match o TNA World Heavyweight Championship | [ 5 ]  |
| Final Resolution (grudzień 2008) | 7 grudnia 2008   | Orlando, Floryda             | Impact Zone     | The Main Event Mafia (TNA World Heavyweight Champion Sting, Booker T, Kevin Nash i Scott Steiner) vs. The TNA Front Line (AJ Styles, Brother Devon, Brother Ray i Samoa Joe) 8-Man Tag Team match o TNA World Heavyweight Championship | [ 6 ]  |
| Final Resolution (2009)          | 20 grudnia 2009  | Orlando, Floryda             | Impact Zone     | AJ Styles (c) vs. Daniels Singles match o TNA World Heavyweight Championship | [ 7 ]  |
| Final Resolution (2010)          | 5 grudnia 2010   | Orlando, Floryda             | Impact Zone     | Jeff Hardy (c) vs. Matt Morgan Singles match o TNA World Heavyweight Championship z Mr. Andersonem jako sędzią specjalnym | [ 8 ]  |
| Final Resolution (2011)          | 11 grudnia 2011  | Orlando, Floryda             | Impact Zone     | Bobby Roode (c) vs. AJ Styles 30-minutowy Iron Man match o TNA World Heavyweight Championship | [ 9 ]  |
| Final Resolution (2012)          | 9 grudnia 2012   | Orlando, Floryda             | Impact Zone     | Jeff Hardy (c) vs. Bobby Roode Singles match o TNA World Heavyweight Championship | [ 10 ] |
| Final Resolution (2013)          | 19 grudnia 2013  | Orlando, Floryda             | Impact Zone     | Magnus vs. Jeff Hardy Dixieland match; finał turnieju o zawieszone TNA World Heavyweight Championship | [ 11 ] |
| Final Resolution (2020)          | 12 grudnia 2020  | Nashville, Tennessee         | Skyway Studios  | Rich Swann (c) vs. Chris Bey Singles match o Impact World Championship | [ 12 ] |
| Final Resolution (2023)          | 9 grudnia 2023   | Mississauga, Ontario, Kanada | Don Kolov Arena | The Motor City Machine Guns (Alex Shelley i Chris Sabin) vs. Josh Alexander i Zack Sabre Jr. Tag team match | [ 13 ] |
| Final Resolution (2024)          | 13 grudnia 2024  | Atlanta, Georgia             | Center Stage    | Nic Nemeth (c) vs. A. J. Francis Singles match o TNA World Championship |        |

## Wyniki

### 2005
Final Resolution (2005) – gala wrestlingu wyprodukowana przez federację Total Nonstop Action Wrestling (TNA). Odbyła się 16 stycznia 2005 w Impact Zone w Orlando na Florydzie. Była to pierwsza gala z cyklu Final Resolution oraz pierwsze wydarzenie pay-per-view TNA w 2005 roku.
Karta wydarzenia oferowała dziewięć walk.
| Nr                                 | Wyniki | Stypulacje                                            | Czas  |
| ---------------------------------- | --- | ----------------------------------------------------- | ----- |
| 1                                  | 3Live Kru (Ron Killings, Konnan i B.G. James) pokonali Christophera Danielsa, Michaela Shane’a i Kazariana                         | 6-Man Tag Team match                                  | 8:21  |
| 2                                  | Elix Skipper pokonał Sonjaya Dutta                                                                                                 | Singles match                                         | 10:12 |
| 3                                  | Dustin Rhodes pokonał Kida Kasha                                                                                                   | Singles match                                         | 10:50 |
| 4                                  | Erik Watts pokonał Ravena | Singles match                                         | 10:19 |
| 5                                  | Jeff Hardy pokonał Scotta Halla | Singles match z Roddym Piperem jako sędzią specjalnym | 5:42  |
| 6                                  | Monty Brown pokonał Diamond Dallas Page’a i Kevina Nasha                                                                           | Triple Threat Elimination match                       | 9:40  |
| 7                                  | America’s Most Wanted (Chris Harris i James Storm) pokonali Team Canada (c) (Bobby’ego Roode’a i Erika Younga) (z Coachem D’Amore) | Tag Team match o NWA World Tag Team Championship      | 19:12 |
| 8                                  | AJ Styles pokonał Peteya Williamsa (c) (z Coachem D’Amore i Chrisem Sabinem)                                                       | Ultimate X match o TNA X Division Championship        | 19:55 |
| 9                                  | Jeff Jarrett (c) pokonał Monty’ego Browna                                                                                          | Singles match o NWA World Heavyweight Championship    | 16:17 |
| (c) – mistrz/mistrzyni przed walką | |                                                       |       |

### 2006
Final Resolution (2006) – gala wrestlingu wyprodukowana przez federację Total Nonstop Action Wrestling (TNA). Odbyła się 15 stycznia 2006 w Impact Zone w Orlando na Florydzie. Była to druga gala z cyklu Final Resolution oraz pierwsze wydarzenie pay-per-view TNA w 2006 roku.
W karcie części głównej gali znalazło się dziewięć walk, a dodatkowe dwa starcia odbyły się podczas pre-showu wydarzenia.
| Nr                                                                   | Wyniki | Stypulacje | Czas  |
| -------------------------------------------------------------------- | --- | --- | ----- |
| 1P                                                                   | Team Canada (A-1, Eric Young i Petey Williams) pokonali Jaya Lethala, Kenny’ego Kinga i Lance’a Hoyta                             | 6-Man Tag Team match | 5:54  |
| 2P                                                                   | The Latin American Exchange (Homicide i Konnan) pokonali The Naturals (Andy’ego Douglasa i Chase’a Stevensa)                      | Tag Team match | 3:50  |
| 3                                                                    | Alex Shelley, Austin Aries i Roderick Strong pokonali Chrisa Sabina, Matta Bentleya (z Traci) i Sonjaya Dutta                     | 6-Man Tag Team match | 10:32 |
| 4                                                                    | The James Gang (B.G. James i Kip James) pokonali The Diamonds in the Rough (Davida Younga i Elixa Skippera) (z Simonem Diamondem) | Tag Team match | 7:47  |
| 5                                                                    | AJ Styles pokonał Hiroshiego Tanahashiego                                                                                         | Singles match | 11:03 |
| 6                                                                    | Sean Waltman pokonał Ravena | No Disqualification match W wypadku wygranej Raven otrzymałby prawo walki o NWA World Heavyweight Championship, a w przypadku przegranej zostałby zwolniony z TNA | 10:00 |
| 7                                                                    | Bobby Roode (z Coachem D’Amore) pokonał Rona Killingsa                                                                            | Singles match | 9:53  |
| 8                                                                    | Abyss (z Jamesem Mitchellem) pokonał Rhino                                                                                        | Singles match | 9:18  |
| 9                                                                    | America’s Most Wanted (Chris Harris i James Storm) (z Gail Kim) (c) pokonali Team 3D (Brothera Devona i Brothera Raya)            | Tag Team match o NWA World Tag Team Championship | 12:41 |
| 10                                                                   | Samoa Joe (c) pokonał Christophera Danielsa                                                                                       | Singles match o TNA X Division Championship | 15:30 |
| 11                                                                   | Christian Cage i Sting pokonali Jeffa Jarretta i Monty’ego Browna (z Gail Kim)                                                    | Tag Team match | 15:35 |
| (c) – mistrz/mistrzyni przed walkąP – walka miała miejsce w pre-show | | |       |

### 2007
Final Resolution (2007) – gala wrestlingu wyprodukowana przez federację Total Nonstop Action Wrestling (TNA). Odbyła się 14 stycznia 2007 w Impact Zone w Orlando na Florydzie. Była to trzecia gala z cyklu Final Resolution oraz pierwsze wydarzenie pay-per-view TNA w 2007 roku.
Karta wydarzenia składała się z siedmiu walk, jedno dodatkowe starcie odbyło się podczas pre-showu gali. Przed rozpoczęciem transmisji odbył się tzw. dark match – pojedynek nieemitowany w telewizji.
| Nr | Wyniki | Stypulacje                                                                             | Czas  |
| --- | --- | -------------------------------------------------------------------------------------- | ----- |
| 1D | Jason Riggs i Johnny Riggs pokonali Serotonin (Kazariana i Havoka)                                                                | Tag Team match                                                                         | –     |
| 2P | Lance Hoyt pokonał Chase’a Stevensa                                                                                               | Singles match                                                                          | 2:00  |
| 3 | Rhino pokonał A.J. Stylesa | Last Man Standing match                                                                | 14:44 |
| 4 | Chris Sabin pokonał Christophera Danielsa (c) i Jerry’ego Lynna                                                                   | 3-Way Dance o TNA X Division Championship                                              | 11:42 |
| 5 | Alex Shelley pokonał Austin Starr                                                                                                 | Singles match Finał Paparazzi Championship Series                                      | 10:18 |
| 6 | James Storm (z Gail Kim) pokonał Peteya Williamsa                                                                                 | Singles match                                                                          | 6:41  |
| 7 | The Latin American Exchange (Homicide i Hernandez) (c) pokonali Team 3D (Brothera Raya i Brothera Devona) poprzez dyskwalifikację | Tag Team match o NWA World Tag Team Championship                                       | 10:40 |
| 8 | Kurt Angle pokonał Samoę Joego (3-2)                                                                                              | 30-minutowy Iron Man match o miano pretendenckie do NWA World Heavyweight Championship | 30:00 |
| 9 | Christian Cage pokonał Abyssa (c) (z Jamesem Mitchellem) i Stinga                                                                 | 3-Way Elimination match o NWA World Heavyweight Championship                           | 13:06 |
| (c) – mistrz/mistrzyni przed walkąD – walka była dark matchem (nietransmitowana w TV)P – walka miała miejsce w pre-show | |                                                                                        |       |

### 2008 (styczeń)
Final Resolution (styczeń 2008) – gala wrestlingu wyprodukowana przez federację Total Nonstop Action Wrestling (TNA). Odbyła się 6 stycznia 2008 w Impact Zone w Orlando na Florydzie. Była to czwarta gala z cyklu Final Resolution oraz pierwsze wydarzenie pay-per-view TNA w 2008 roku.
W karcie wydarzenia znalazło się osiem walk.
| Nr                                 | Wyniki | Stypulacje                                                    | Czas  |
| ---------------------------------- | --- | ------------------------------------------------------------- | ----- |
| 1                                  | The Latin American Xchange (Hernandez i Homicide) pokonali The Rock 'n Rave Infection (Jimmy’ego Rave’a i Lance’a Hoyta) (z Christy Hemme) | Tag Team match                                                | 6:48  |
| 2                                  | Kaz pokonał Black Reigna | Singles match                                                 | 7:28  |
| 3                                  | Gail Kim (c) pokonała Awesome Kong | No Disqualification match o TNA Women’s Knockout Championship | 12:44 |
| 4                                  | Judas Mesias (z Ojcem Jamesem Mitchellem) pokonał Abyssa                                                                                   | Singles match                                                 | 11:03 |
| 5                                  | Booker T i Sharmell pokonali Roberta Roode’a i Ms. Brooks                                                                                  | Mixed Tag Team match                                          | 10:47 |
| 6                                  | Johnny Devine i Team 3D (Brother Devon i Brother Ray) pokonali Jaya Lethala i The Motor City Machine Guns (Alexa Shelleya i Chrisa Sabina) | 6-Man Tag Team Ultimate X match                               | 12:02 |
| 7                                  | AJ Styles i Tomko (c) pokonali Kevina Nasha i Samoę Joego                                                                                  | Tag Team match o TNA World tag Team Championship              | 12:10 |
| 8                                  | Kurt Angle (c) (z Karen Angle) pokonał Christiana Cage’a                                                                                   | Singles match o TNA World Heavyweight Championship            | 18:45 |
| (c) – mistrz/mistrzyni przed walką | |                                                               |       |

### 2008 (grudzień)
Final Resolution (grudzień 2008) – gala wrestlingu wyprodukowana przez federację Total Nonstop Action Wrestling (TNA). Odbyła się 7 grudnia 2008 w Impact Zone w Orlando na Florydzie. Była to piąta gala z cyklu Final Resolution oraz dwunaste i ostatnie wydarzenie pay-per-view TNA w 2008 roku.
Karta gali obejmowała siedem walk.
| Nr                                 | Wyniki | Stypulacje                                                 | Czas  |
| ---------------------------------- | --- | ---------------------------------------------------------- | ----- |
| 1                                  | Homicide (X Division), Hernandez (World Heavyweight), Jay Lethal (World Tag Team) i Curry Man (Pink Slip) pokonali Alexa Shelleya, Chrisa Sabina, Jimmy’ego Rave’a, Lance’a Rocka, Sonjaya Dutta, B.G. Jamesa, Consequences Creeda, Cute Kipa i Shark Boya | Feast or Fired match                                       | 12:10 |
| 2                                  | Roxxi, ODB i Taylor Wilde pokonały Sharmell i The Beautiful People (Angelinę Love i Velvet Sky) (z Cute Kipem) | 6-Knockout Tag Team match                                  | 7:27  |
| 3                                  | Eric Young pokonał Sheika Abdula Bashira (c) | Singles match o TNA X Division Championship                | 8:05  |
| 4                                  | Christy Hemme pokonała Awesome Kong (c) poprzez dyskwalifikację | Singles match o TNA Knockouts Championship                 | 5:05  |
| 5                                  | Beer Money, Inc. (James Storm i Robert Roode) (c) (z Jacqueline) pokonali Abyssa i Matta Morgana | Tag Team match o TNA World Tag Team Championship           | 11:35 |
| 6                                  | Kurt Angle pokonał Rhino | Singles match z Mickiem Foleyem jako specjalnym enforcerem | 14:24 |
| 7                                  | The Main Event Mafia (Sting (c), Kevin Nash, Scott Steiner i Booker T) pokonała The TNA Front Line (A.J. Stylesa, Samoę Joego, Brothera Raya i Brothera Devona)                                                                                            | 8-Man Tag Team match o TNA World Heavyweight Championship  | 21:24 |
| (c) – mistrz/mistrzyni przed walką | |                                                            |       |

### 2009
Final Resolution (2009) – gala wrestlingu wyprodukowana przez federację Total Nonstop Action Wrestling (TNA). Odbyła się 20 grudnia 2009 w Impact Zone w Orlando na Florydzie. Była to szósta gala z cyklu Final Resolution oraz dwunaste i ostatnie wydarzenie pay-per-view TNA w 2009 roku.
Karta gali oferowała osiem walk.
| Nr                                 | Wyniki | Stypulacje                                         | Czas  |
| ---------------------------------- | --- | -------------------------------------------------- | ----- |
| 1                                  | British Invasion (Brutus Magnus i Doug Williams) (c) pokonali The Motor City Machine Guns (Alexa Shelleya i Chrisa Sabina) | Tag Team match o TNA World Tag Team Championship   | 11:47 |
| 2                                  | Tara pokonała ODB (c) | Singles match o TNA Knockouts Championship         | 5:39  |
| 3                                  | Kevin Nash (World Tag Team), Sheik Abdul Bashir (Pink Slip), Samoa Joe (World Heavyweight) i Rob Terry (X Division) pokonali Roberta Roode’a, Jamesa Storma, World Elite (Erika Younga, Homicide’a i Kiyoshiego), Cody’ego Deanera, Jaya Lethala i Consequences Creeda | Feast or Fired match                               | 11:00 |
| 4                                  | Matt Morgan, Hernandeza, D’Angelo Dinero i Suicide pokonali Rhino, Jessego Neala i Team 3D (Brothera Raya i Brothera Devona) | 8-Man Tag Team Elimination match                   | 16:30 |
| 5                                  | Bobby Lashley pokonał Scotta Steinera | Last Man Standing match                            | 9:13  |
| 6                                  | Abyss i Mick Foley pokonali Ravena i Dr. Steviego | Foley’s Funhouse Rules match                       | 9:31  |
| 7                                  | Kurt Angle pokonał Desmonda Wolfe’a (2–1) | Three Degrees of Pain                              | 26:14 |
| 8                                  | AJ Styles (c) pokonał Danielsa | Singles match o TNA World Heavyweight Championship | 21:02 |
| (c) – mistrz/mistrzyni przed walką | |                                                    |       |

### 2010
Final Resolution (2010) – gala wrestlingu wyprodukowana przez federację Total Nonstop Action Wrestling (TNA). Odbyła się 5 grudnia 2010 w Impact Zone w Orlando na Florydzie. Była to siódma gala z cyklu Final Resolution oraz dwunaste i ostatnie wydarzenie pay-per-view TNA w 2010 roku.
W karcie wydarzenia znalazło się dziewięć walk.
| Nr                                 | Wyniki | Stypulacje                                                                                             | Czas  |
| ---------------------------------- | --- | --- | ----- |
| 1                                  | Beer Money, Inc. (James Storm i Robert Roode) pokonali Ink Inc. (Jessego Neala i Shannona Moore’a)            | Tag Team match o miano pretendenckie do TNA World Tag Team Championship                                | 10:45 |
| 2                                  | Tara pokonała Mickie James                                                                                    | Falls Count Anywhere match                                                                             | 10:25 |
| 3                                  | Robbie E (c) pokonał Jaya Lethala przez dyskwalifikację                                                       | Singles match o TNA X Division Championship                                                            | 8:11  |
| 4                                  | Rob Van Dam pokonał Rhino                                                                                     | First Blood match                                                                                      | 12:24 |
| 5                                  | Douglas Williams pokonał AJ Styles (c)                                                                        | Singles match o TNA Television Championship                                                            | 14:50 |
| 6                                  | The Motor City Machine Guns (c) (Alex Shelley i Chris Sabin) pokonał Generation Me (Maxa i Jeremy’ego Bucków) | Full Metal Mayhem match                                                                                | 16:27 |
| 7                                  | Abyss pokonał D’Angelo Dinero                                                                                 | Casket match                                                                                           | 11:40 |
| 8                                  | Jeff Jarrett pokonał Samoę Joego                                                                              | Submission match                                                                                       | 9:05  |
| 9                                  | Jeff Hardy (c) pokonał Matta Morgana                                                                          | No Disqualification match o TNA World Heavyweight Championship z Mr. Andersonem jako sędzią specjalnym | 12:31 |
| (c) – mistrz/mistrzyni przed walką | | |       |

### 2011
Final Resolution (2011) – gala wrestlingu wyprodukowana przez federację Total Nonstop Action Wrestling (TNA). Odbyła się 11 grudnia 2011 w Impact Zone w Orlando na Florydzie. Była to ósma gala z cyklu Final Resolution oraz dwunaste i ostatnie wydarzenie pay-per-view TNA w 2011 roku.
Na kartę gali składało się osiem walk.
| Nr                                 | Wyniki                                                            | Stypulacje | Czas  |
| ---------------------------------- | ----------------------------------------------------------------- | --- | ----- |
| 1                                  | Rob Van Dam pokonał Christopher Daniels                           | Singles match | 10:01 |
| 2                                  | Robbie E (c) (z Robbiem T) pokonał Erika Younga                   | Singles match o TNA Television Championship | 7:34  |
| 3                                  | Crimson i Matt Morgan (c) pokonali D’Angelo Dinero i Devona       | Tag Team match o TNA World Tag Team Championship | 9:40  |
| 4                                  | Austin Aries (c) pokonał Kida Kasha                               | Singles match o TNA X Division Championship | 12:49 |
| 5                                  | Gail Kim (c) pokonała Mickie James                                | Singles match o TNA Knockouts Championship | 7:48  |
| 6                                  | James Storm pokonał Kurta Angle’a                                 | Singles match | 17:48 |
| 7                                  | Jeff Hardy (ze Stingiem) pokonał Jeffa Jarretta (z Karen Jarrett) | Steel Cage match W wypadku wygranej Hardy stałby się pretendentem do TNA World Heavyweight Championship, a Jarrett opuścił TNA. W przypadku przegranej Hardy byłby zmuszony odejść z federacji. | 10:20 |
| 8                                  | Bobby Roode (c) vs. AJ Styles zakończyło się remisem (3-3)        | 30-minutowy Iron Man match o TNA World Heavyweight Championship | 30:00 |
| (c) – mistrz/mistrzyni przed walką |                                                                   | |       |

### 2012
Final Resolution (2012) – gala wrestlingu wyprodukowana przez federację Total Nonstop Action Wrestling (TNA). Odbyła się 9 grudnia 2012 w Impact Zone w Orlando na Florydzie. Była to dziewiąta gala z cyklu Final Resolution oraz dwunaste i ostatnie wydarzenie pay-per-view TNA w 2012 roku.
W karcie wydarzenia znalazło się osiem walk.
| Nr                                 | Wyniki | Stypulacje                                         | Czas  |
| ---------------------------------- | --- | -------------------------------------------------- | ----- |
| 1                                  | James Storm pokonał Kazariana | Singles match                                      | 6:09  |
| 2                                  | Rob Van Dam (c) pokonał Kenny’ego Kinga                                                                                          | Singles match o TNA X Division Championship        | 9:22  |
| 3                                  | Chavo Guerrero i Hernandez (c) pokonali Matta Morgana i Joeya Ryana poprzez dyskwalifikację                                      | Tag Team match o TNA World Tag Team Championship   | 10:36 |
| 4                                  | Austin Aries pokonał Bully’ego Raya                                                                                              | Singles match                                      | 13:08 |
| 5                                  | Tara (c) pokonała Mickie James                                                                                                   | Singles match o TNA Knockouts Championship         | 7:53  |
| 6                                  | Kurt Angle, Samoa Joe, Wes Brisco i Garett Bischoff pokonali Aces & Eights (Devona, D.O.C. i dwóch zamaskowanych członków grupy) | 8-Man Tag Team match                               | 11:22 |
| 7                                  | Christopher Daniels pokonał A.J. Stylesa                                                                                         | Singles match                                      | 21:37 |
| 8                                  | Jeff Hardy (c) pokonał Bobby’ego Roode’a                                                                                         | Singles match o TNA World Heavyweight Championship | 23:00 |
| (c) – mistrz/mistrzyni przed walką | |                                                    |       |

### 2013
Final Resolution (2013) – gala wrestlingu wyprodukowana przez federację Total Nonstop Action Wrestling (TNA), będąca odcinkiem specjalnym tygodniówki Impact Wrestling. Odbyła się 3 grudnia 2013 w Impact Zone w Orlando na Florydzie i została wyemitowana 19 grudnia 2013. Była to dziesiąta i ostatnia gala z cyklu Final Resolution, jak również jedyna niebędąca wydarzeniem pay-per-view.
Karta wydarzenia obejmowała trzy walki.
| Nr                                 | Wyniki                                             | Stypulacje                                                                     | Czas  |
| ---------------------------------- | -------------------------------------------------- | ------------------------------------------------------------------------------ | ----- |
| 1                                  | Bobby Roode pokonał Kurta Angle’a (2–1)            | 2-Out-Of-3 Falls match                                                         | 14:46 |
| 2                                  | ODB i Madison Rayne pokonały Gail Kim i Lei’D Tapę | Tag Team match                                                                 | 5:46  |
| 3                                  | Magnus pokonał Jeffa Hardy’ego                     | Dixieland match Finał turnieju o zawieszone TNA World Heavyweight Championship | 17:42 |
| (c) – mistrz/mistrzyni przed walką |                                                    |                                                                                |       |